# Operacja bobrujska
Operacja bobrujska (ros. Бобруйская наступательная операция) była częścią Białoruskiej Strategicznej Ofensywy przeprowadzoną przez Armię Czerwoną latem 1944, znaną jako Operacja Bagration.

## Bitwa

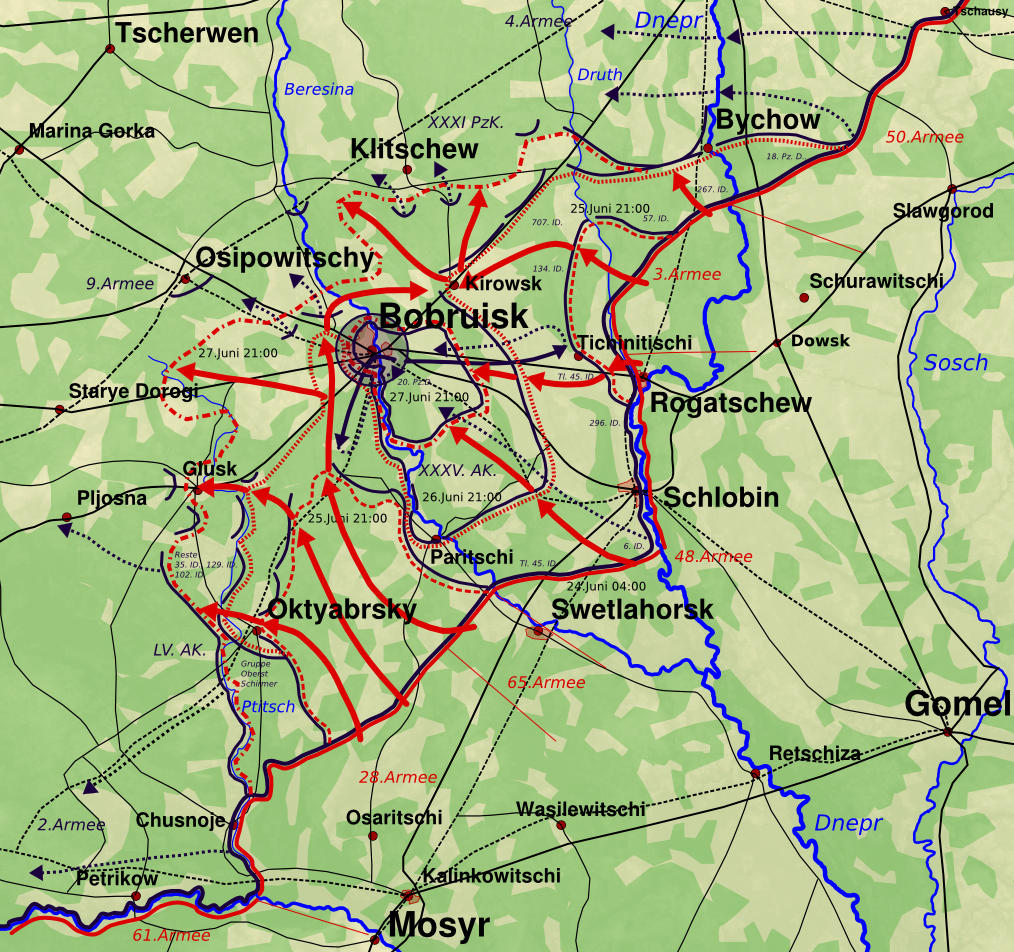
Schemat operacji

24 czerwca 1 Front Białoruski generała Rokossowskiego przy udziale Dnieprzańskiej Flotylli Wojskowej, przypuścił atak na Bobrujsk, obsadzony żołnierzami 9 Armii generała von Vormanna. Pierwszy atak 3 i 48 Armii został chwilowo powstrzymany na północ od Bobrujska. Gdy około godz. 9.00 front został przerwany przez siły obu armii, wzmocnionych 9 Korpusem Pancernym gen. Kiriczenki, dowództwo 9 Armii wydało rozkaz taktycznego odwrotu. Ta najbardziej trzeźwa decyzja jaką mógł podjąć von Vormann została 15 minut później zamieniona przez Hitlera na natychmiastowy rozkaz kontrataku. Dopiero po 16:00 kwatera OKW zaakceptowała odwrót choć przypominało to raczej chaotyczną ucieczkę. Skutkiem było okrążenie sześciu dywizji 9 Armii w kotle bobrujskim.
26 czerwca z Bobrujska odjechał ostatni pociąg z rannymi. W chwili okrążenia Bobrujska w Cytadeli było 5000 rannych. Do końca dnia 28 czerwca, czyli do momentu rozpoczęcia przebijania się z miasta liczba rannych znacznie wzrosła. Rannych nie było przy grupach bojowych podczas przebijania się, pozostali w Cytadeli.
Wbrew radzieckiej historiografii trochę żołnierzy niemieckich przebiło się z Bobrujska. Liczebność okrążonego zgrupowania nie została ustalona. W mieście zgromadziły się sztaby różnych jednostek 9 Armii: sztab XXXXI KPanc., sztaby 20 DPanc., 36., 45., 383 DP. i 707 DOchr. oraz dowódca 134 DP (sztab dywizji został zniszczony 26 czerwca na wschodnim brzegu Berezyny). Z jednostek bojowych do Bobrujska przedostały się: 20 DPanc., 383 DP., 244 BDzSzturm. oraz rozbite oddziały 6., 36., 45., 134 DP., oraz wiele innych drobnych pododdziałów armijnych i służb tyłowych w tym 1003 bochr. Ze względu na fakt, że wiele oddziałów było zdezorganizowanych oraz że na wschodnim brzegu Berezyny przyczółek został utrzymany do godziny 13:00 27 czerwca, z którego do miasta ciągle przedzierali się rozbitkowie, nie było możliwości oszacowania liczebności garnizonu. Radzieckie szacunki co do liczebności garnizonu są niewiarygodne. 
28 czerwca Rokossowski nakazał 16 Armii Lotniczej (dosłownie) rozerwać otoczone oddziały niemieckie w Bobrujsku, a z kolei przednie jednostki trzech białoruskich frontów zlikwidowały dwa niemieckie korpusy broniące Mohylewa. Następnego dnia ostatni kluczowy punkt niemieckiej obrony – Bobrujsk został wyzwolony, a sam Rokossowski awansowany do stopnia marszałka ZSRR.

### Ucieczka z okrążenia
Przedarcie się z Bobrujska w kierunku północno–zachodnim rozpoczęło się przed północą 28 czerwca. Oddziały miały iść w trzech falach. Pierwsza fala liczyła 30 000 żołnierzy, liczebność dwóch kolejnych jest nieustalona. Pierwsza grupa, która przedarła się do pozycji 12 Dywizji Pancernej liczyła 5 000 żołnierzy, a z nią jechał zdobyczny IS-2. Wkrótce liczebność rozbitków z Bobrujska wzrosła do 15 000. Do 3 lipca do linii obronnych 9 Armii dotarło z okrążenia pod Bobrujskiem 25 000 żołnierzy. Małe grupy i pojedynczy żołnierze jeszcze jesienią przedzierali się przez linię frontu. Np. 20 Dywizja Pancerna ocaliła łącznie 6100 żołnierzy, ale część służb tyłowych uniknęła okrążenia. Ilu zginęło i dostało się do niewoli nie da się ustalić. Radzieckie dane co do jeńców też są nieprawdziwe w związku z masakrami kolumn jenieckich.

### Działanie Dnieprzańskiej Flotylli Wojskowej
Dnieprzańska Flotylla Wojskowa została powtórnie sformowana 14 września 1943 roku na bazie przewiezionych koleją na Dniepr okrętów Flotylli Wołżańskiej, która na skutek wyparcia przeciwnika z dorzecza Wołgi stała się zbędna. Począwszy od wiosny 1944 Flotylla Dnieprzańska brała aktywny udział w walkach z Niemcami na Prypeci i Berezynie. Dzięki rajdom opancerzonych kutrów i przeprawianiu przez rzeki ogromnych mas wojska, Flotylla walnie przyczyniła się do zamknięcia i likwidacji kotła pod Bobrujskiem. Na przełomie czerwca i lipca 1944 wysadziła na brzeg kilkadziesiąt taktycznych desantów, spośród których największy miał miejsce w Pińsku. Po zakończeniu działań na terenach dzisiejszej Białorusi główne siły Flotylli postanowiono przerzucić w dorzecze Wisły. Jako miejsce wodowania wybrano odcinek Bugu w okolicach Małkini.